# روجر كاميلي
روجر كاميلي هو رسام كارتون بلجيكي، ولد في 24 مايو 1936 في أون في مصر، وتوفي في 23 مايو 2006 في شيربيك في بلجيكا.